# Parti socialiste du travail (Égypte)
Le Parti socialiste du travail (arabe : حزب العمل الاشتراكى Hizb al-a'mal) est un parti politique égyptien actuellement suspendu. 

## Programme
Son programme appelle à: 
- La mise en place d'un système économique fondé sur la loi islamique, la charia.
- Protéger l'industrie nationale.
- L'égalité de répartition des investissements entre les gouvernorats égyptiens.
- La réalisation de l'unité entre l'Égypte, le Soudan et la Libye.
- Libérer les territoires palestiniens occupés.
- Promouvoir les liens avec les pays en développement.

## Idéologie politique
Le parti créé le 9 septembre 1978, par Ibrahim Choukri, Adel Hussein et d'autres était à l'origine un parti socialiste. Depuis 1986, le parti a subi un important changement idéologique se transformer en un parti islamiste. Mais Ibrahim Choukri relativisait cette évolution qui pour lui n’était pas une rupture : "notre programme prévoyait des préceptes de l'islam, avant même que nous avons adopté notre position actuelle. Il a mis l'accent sur la crainte de Dieu et l'importance de la religion, sans nécessairement mentionner le mot "Islam". Notre programme a également déclaré que la charia islamique doit être la principale source de la législation - une disposition que Sadate a incluse dans la constitution. Et nous avons soutenu les Frères musulmans au cours des années 1950 quand ils ont eu des problèmes avec le président Gamal Abdel-Nasser. Ainsi, notre orientation islamique n'est pas exactement nouvelle".
Toutefois, expliquant cette prise de distance avec l’idéologie marxiste, Adel Hussein expliquait : "Dans le marxisme, j'ai surtout renié les implications du communisme et notamment la dépendance qu'il instaurait entre les divers partis communistes et l'URSS ou la Chine. J'ai refusé la dépendance à l'égard de ces grandes puissances. Il m'était apparu clairement que ces pays prêchaient moins le marxisme comme doctrine que comme élément d'une stratégie internationale qui tendait à nous intégrer et, d'une manière ou d'une autre, à nous aliéner".
Ce changement a été démontré dans la première partie de la cinquième conférence en 1989, qui a été intitulée "Réforme de la prospective de l'Islam". Expliquant cette évolution, son ancien secrétaire général Adel Hussein affirmait : "Nous disions cela avant mars 1989, c'est-à-dire avant le Ve Congrès du parti. Il y avait effectivement alors une « tendance islamique », en fait minoritaire, à l'intérieur du parti. Mais grâce à Dieu, nous sommes parvenus, au terme d'un combat acharné, à modifier le rapport de forces jusqu'à obtenir une écrasante majorité. Cela s'est traduit au Ve Congrès, où le parti a adopté des documents doctrinaux résolument islamiques et élu une direction nouvelle entièrement composée de gens de notre tendance. Les éléments laïques et libéraux ont perdu. Ils avaient, en tant que minorité, la possibilité de rester dans les rangs du parti. Nous n'y étions pas opposés, mais ils ont préféré la scission. Dès lors, notre parti ne compte plus que des membres islamistes. La minorité a, par son attitude, accéléré la venue d'un résultat que nous souhaitions".
Il ajoutait : "Je crois que notre journal a joué un rôle important, les prises de position militantes de la direction également, ainsi que la participation, dans le cadre de ce que l'on a appelé I' « Alliance islamique », aux législatives de 1987 avec des mots d'ordres islamistes".
Toutefois, plus à "gauche" que les Frères musulmans, le Parti socialiste du travail, est partisan d'une forme de socialisme islamique. Définissant l’idéologie du PST, Adel Hussein expliquait : "Nous militons pour l'unité arabe, pour la justice sociale, nous voulons tout autant une indépendance effective mais tout ceci doit s'exprimer dans le cadre de l'idéologie islamiste". Répondant à une question sur "l’échec du socialisme", il précisait : "Je n'émettrai qu'une réserve vis-à-vis de votre propos sur l'effondrement du socialisme. Cet effondrement dont les pays communistes sont effectivement le théâtre ne veut pas dire que le combat pour la justice sociale soit dépassé. Ce qui est dépassé c'est bien la prétention des marxistes à disposer du meilleur moyen de mettre en œuvre cette justice sociale et, avec elle, l'égalité entre tous les individus. Nous avons toujours dit que les véritables promoteurs de la justice sociale étaient les islamistes et que la seule méthode pour l'instaurer, à l'échelle nationale ou internationale, était le message de l'islam et aucun autre. […] l'objectif de justice sociale demeure. Et c'est ce qu'en Occident on appelle souvent le socialisme". 
Dans l’histoire politique de Égypte, le PST se réfère à Mustafa Kamil et au mouvement Misr El-Fatah dirigé par Ahmed Hussein (le frère ainé d’Adel Hussein), dont Ibrahim Choukri fut membre. De même, il revendique une partie de l’héritage du nassérisme même si le parti n’en fait pas son idéologie. Ibrahim Chourki déclarait : "Nous avons été nassériens avant Gamal Abdel Nasser. Nasser a été membre du parti Jeune Égypte et beaucoup de ses actions après la révolution étaient à l'origine des idées de Jeune Égypte".

## Le journal as-Shaab
Créé en mai 1979, as-Shaab défendait des idées socialistes et nationalistes similaires à celles défendu par Gamal Abdel Nasser. Le journal a changé en 1985 à la suite l’orientation islamiste Adel Hussein qui le dirigeait. Mais ce changement lui a permis de gagner de nouveau lecteur. François Burgat écrivait qu’il était "journal le plus diffusé de la presse d'opposition depuis le déclenchement de la crise du Golfe".
Selon l’édition anglaise d’al-Ahram, l’hebdomadaire as-Shaab, porte-parole officiel du PST, était le plus belliqueux de tous les journaux de l'opposition égyptienne. Magdi Hussein – fils d’Ahmed Hussein - et de son prédécesseur, Adel Hussein, étaient les architectes de la politique éditoriale du journal faite de cinglantes attaques sur la corruption, le sionisme, l'hégémonie américaine, l'accord d'Oslo, le projet de marché au Moyen-Orient et l'occidentalisation. Le journal accueillait dans ses colonnes des contributions de membres des Frères Musulmans et d’autres figures du mouvement islamique. Selon al-Ahram, leur politique éditoriale n'est pas sans rappeler celle adoptée par le journal du parti Misr El-Fatah Égypte avant 1952.
Ce justifiant contre les opposants à son journal, Magdi Hussein expliquait : "Nous sommes un journal d'opposition honnête. Nous devons être précis et rigoureux dans le traitement des questions nationales et islamiques à atteindre les cœurs et les esprits de nos lecteurs. Si nous n’utilisons pas ce ton, notre message sera perdu".

## Dans les années 1990
Le parti et quelques autres se sont abstenus de l'élection en raison d'une modification de la loi électorale de 1972 interdisant la liste unifiée. Le Parti socialiste du travail voulait s’allier avec les Frères musulmans, à des fins électorales.

## Suspension
Le 20 mai 2000, le comité égyptien pour les partis politiques (le comité chargé d'autoriser la formation de partis politiques en Égypte) a décidé de geler les activités du Parti socialiste travail et de suspendre son journal as-Shaab (Le Peuple). Le comité visé à l'article 17 de la loi sur les partis politiques, ce qui lui permet de suspendre les activités d'un parti, comme un moyen d'arrêter toute décision ou tout acte par un parti qui est contraire à l'intérêt supérieur du pays. Le comité a attribué sa décision à la scission dans les rangs du parti, avec un groupe dirigé par Ahmed Hamdi, membre du comité exécutif du parti, et l'autre dirigée par Ahmed Idris. Le Comité, dans sa décision, visée à la plainte introduite par les députés concernant la sélection d'un nouveau parti. Les deux parties ont également demandé à as-Shaab d’être suspendu à la publication et à geler ses comptes en banque. Ibrahim Choukri décrit ces exigences comme illégal.
Malgré sa suspension le parti continue d’exister et lutte pour que sa suspension soit levée. Après la mort de son président Ibrahim Choukri en août 2008, le Parti a élu Mahfouz Azzam, magistrat, à sa tête. 

## Condamnation du Magdi Hussein
En mars 2009, Magdi Hussein, le secrétaire général du Parti socialiste du travail, a été condamné à deux ans de prison par un tribunal militaire. Arrêté par les autorités égyptiennes, le 1er février alors qu’il rentrait en Égypte via le passage de Rafah, Magdi Hussein, ainsi que deux autres militants, ont été inculpés d’«infiltration» dans la bande de Gaza. Il revenait d’une visite d'une semaine à Gaza.